# Irma Aubry
Pour les articles homonymes, voir Aubry.
Marie-Pauline Albaret, dite Irma Aubry, est une actrice française née le 16 août 1829 à Paris (dans l'ancien 10e arrondissement), ville où elle est morte le 26 décembre 1911. 

## Biographie

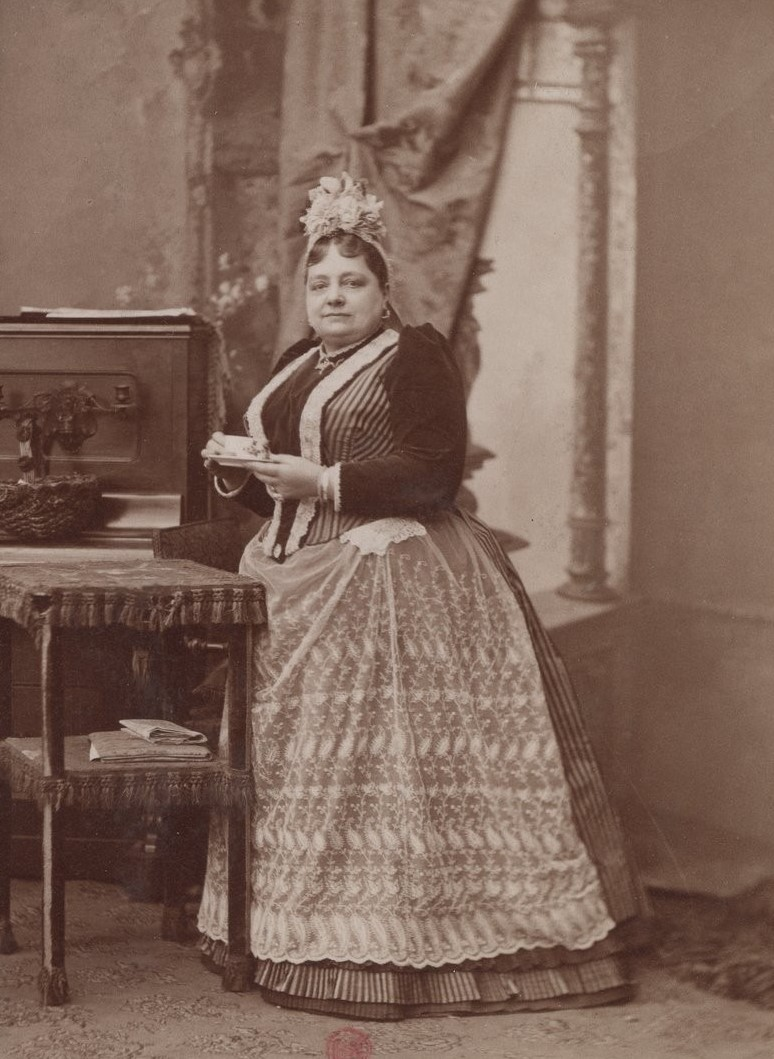
Irma Aubry en 1890 pour la représentation des Douze femmes de Japhet par Paul Nadar

Elle débute en juillet 1845, au Théâtre du Palais-Royal dans une pièce de Labiche, L'École buissonnière où elle joue le rôle principal de Lucien Joubert, un jeune lycéen (rôle travesti). Le succès des représentations lui permet d'obtenir le rôle de Gilette, la nièce du notaire dès novembre 1845 dans une autre pièce de Labiche, L'Enfant de la maison au Théâtre du Gymnase.
Elle circule ensuite beaucoup tout au long de sa carrière, et il est bien difficile de la suivre : en 1849 elle joue à Saint-Pétersbourg, en 1853 à Toulouse, puis elle reparaît à Paris en 1876 au Théâtre de Cluny. C'est durant cette période en juillet 1853 au Théâtre du Palais-Royal, qu'elle joue le rôle d'Adèle, l'épouse de Poulardeau dans Un feu de cheminée de Labiche.
Elle tient ensuite des emplois de duègne au Théâtre des Nouveautés à Paris :
- Mme Bondoneau dans Coco, vaudeville de Clairville et Delacour le 12 juin 1878
- Mme Chiffard dans Fleur d'oranger le 7 décembre 1878.

Son nom apparaît une dernière fois en juin 1888 au Théâtre des Folies-Dramatiques dans Ce coquin de printemps, un vaudeville d’Adolphe Jaime et Georges Duval.
Elle meurt le 26 décembre 1911 à l'Hôpital du Bon-Secours dans le 14e arrondissement, et, est inhumée au Cimetière du Montparnasse (9e division).

## Théâtre
- 1845 : L’École buissonnière d’Auguste Lefranc et Eugène Labiche, Théâtre du Palais-Royal
- 1845 : L’Enfant de la maison de Charles Varin, Eugène Labiche et Eugène Nyon, Théâtre du Gymnase
- 1853 : Un feu de cheminée d’Arthur de Beauplan et Eugène Labiche, Théâtre du Palais-Royal
- 1878 : Coco de Clairville, Eugène Grangé et Alfred Delacour, Théâtre des Nouveautés
- 1878 : Fleur d'oranger d'Alfred Hennequin et Victor Bernard, Théâtre des Nouveautés
- 1888 : Ce coquin de printemps d'Adolphe Jaime et Georges Duval, Théâtre des Folies-Dramatiques
- 1890 : En scène, mesdemoiselles ! de Charles Clairville et Georges Boyer, Théâtre de la Renaissance
- 1890 : Les douze femmes de Japhet d'Antony Mars et Maurice Desvallières, Théâtre de la Renaissance